# فولغاتا

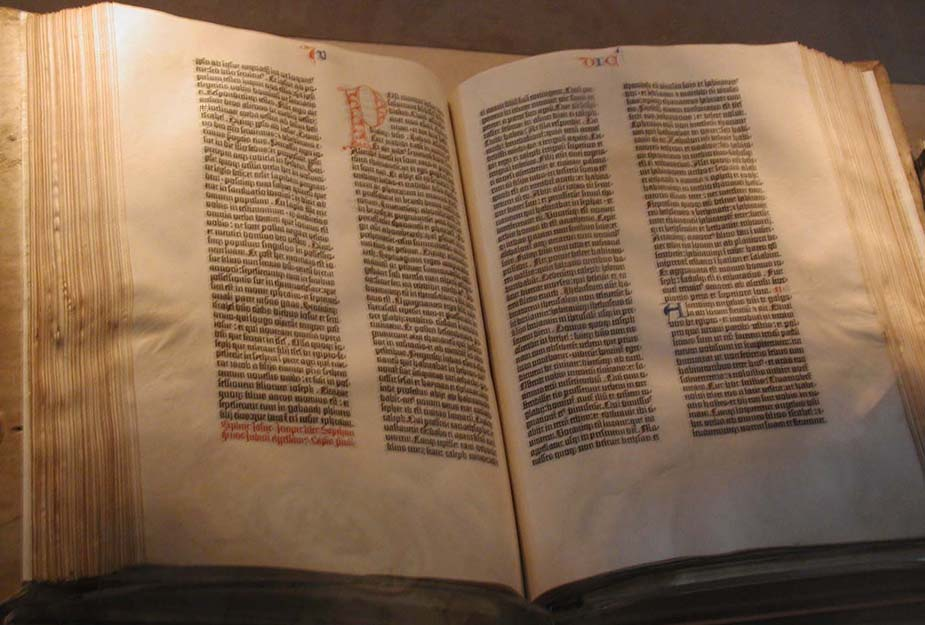
بيبل غوتنبرغ أول طبعة للكتاب المقدس

الفولجات أو الفولغاتا (باللاتينية Vulgata) وتعني «شائع»، هي نسخة من الكتاب المقدس من أول القرن الخامس الميلادي باللغة اللاتينية أنتجها جيروم الذي كلفه البابا دماسوس الأول في 382 بمراجعة الترجمات اللاتينية القديمة. أصبحت النص الرسمي المقبول في الكنيسة الرومانية الكاثوليكية.
وتُستخدَم الكلمة للإشارة لترجمة العهد القديم اللاتينية التي اضطلع بها إيرونيموس (340 ـ 420) عن الترجمة السبعينية، ومع هذا فإنها لم تأت مطابقة لها كل المطابقة. وقد اشتملت الفولجاتا على سفرين اثنين فقط للمكابيين، مقابل أربعة في السبعينية، وحُذفت منها أسفار عزرا الثلاثة وزيد عليها سفر باروخ. وفيما عدا ذلك، لا يوجد فرق يذكر بين الترجمتين.
وقد أقرت الكنيسة الكاثوليكية جميع الأسفار والأجزاء الزائدة في الترجمة اللاتينية على الأصل العبري، واعتبرتها جميعاً أسفاراً أو أجزاء مقدَّسة من أسفار العهد القديم وأجزائه. ولكن معظم البروتستانت لا يعتبرون هذه الزيادات مقدَّسة، وهي في نظرهم لا تنتمي إلى العهد القديم. أما اليهود، فإنهم يدخلونها في القسم الذي يسمونه الأسفار الخارجة أو الخفية (أبوكريفا).